# ميغيل لوايزا
ميغيل لوايزا (بالإسبانية: Miguel Loaiza) (13 يناير 1983 بسانتا كروز دي لا سييرا في بوليفيا - ) هو مدرب كرة قدم ولاعب كرة قدم بوليفي في مركز الوسط. شارك مع منتخب بوليفيا لكرة القدم. أما مع النوادي، فقد لعب مع نادي بوليفار ونادي ديبورتيفو سان خوسي ونادي ريال بوتوسي وUniversitario de Sucre ‏ ونادي بلومينغ.

## وصلات خارجية
- ميغيل لوايزا على موقع إي إس بي إن إف سي (الإنجليزية)
- ميغيل لوايزا على موقع قاعدة بيانات كرة القدم.إي يو (الإنجليزية)
- ميغيل لوايزا على موقع ناشيونال فوتبول تيمز (الإنجليزية)
- ميغيل لوايزا على موقع Soccerway.com (الإنجليزية)
- ميغيل لوايزا على موقع AS.com (الإسبانية)